# 南烏普薩拉施密特望遠鏡
烏普薩拉施密特望遠鏡於1982年由斯特朗洛山天文台被移動到賽丁泉天文台。此儀器被用作研究星系，小行星和彗星。它目前正致力於執行賽丁泉巡天計劃（Siding Spring Survey，SSS）中。通過使用修正板，這望遠鏡的視野能達到約6°，為英澳望遠鏡視野的三倍。它使用的是一個球形鏡來達到這效果，而非一個拋物面反射鏡配合0.6米修正板。感光板及底片則被用作探測器。

## 歷史
烏普薩拉施密特望遠鏡於1956年在瑞典建成。這台望遠鏡原本在1957年至1982年在斯特朗洛山天文台裏運作。，於1982年被移動到賽丁泉天文台。在1957年，它成為有記錄以來第一個拍攝史普尼克1號人造衛星圖像的望遠鏡。
該望遠鏡在2000年及2001年被改良，實驗性質地加入感光耦合元件。

## 發現
羅伯特·麥克諾特已經利用此望遠鏡發現了400個直徑大於100米，而且對地球有潛在危險的近地小行星。他以此望遠鏡於2006年8月7日發現了C/2006 P1，此彗星為40年以來最亮的彗星。
烏普薩拉施密特望遠鏡是賽丁泉巡天計劃( Siding Spring Survey，SSS)中所使用的望遠鏡，亦是唯一專業計劃對令南半球有潛在危險的近地小行星進行搜索。
其他著名的發現包括7604 Kridsadaporn、C/2007 Q3、C/2009 R1、2012 LZ1、(242450) 2004 QY2和(308242) 2005 GO21。

## 外部連結
- Uppsala Southern Station（页面存档备份，存于） - history,images,links